# Playing God (1997)
Playing God ist ein US-amerikanischer Spielfilm aus dem Jahr 1997. Regie führte Andy Wilson, das Drehbuch schrieb Mark Haskell Smith. Die Hauptrollen spielten David Duchovny, Timothy Hutton und Angelina Jolie.

## Handlung
Der drogensüchtige Arzt Eugene Sands verliert nach einem Behandlungsfehler seine Zulassung. Eines Tages rettet er in einer Bar einem angeschossenen Mann das Leben. Anschließend wird er entführt und in das Haus des Gangsters Raymond Blossom gebracht. Blossom, dessen Freundin Claire den Vorfall beobachtet hat, bietet Sands an, ihn für illegale medizinische Dienste zu bezahlen. Es stellt sich heraus, dass der angeschossene Mann zu Blossoms Bande gehört hat.
Sands operiert den verletzten Vladimir. Wenige Stunden später verhört Blossom diesen Mann, um ihn dann zu erschießen, was Sands erst viel später erfährt.
Blossom führt einen Bandenkrieg gegen die estnische Mafia, Sands versorgt die Opfer. Das FBI versucht, Sands zu einer Zusammenarbeit zu zwingen. Doch dieser verliebt sich in Claire, die bei einer Schießerei verletzt und dann von Blossom entführt wird.
Auf einer Stadtautobahn kommt es dann zum Showdown. Als Blossom aus seinem Auto aussteigt, um Sands zu erschießen, wird er von einem Auto angefahren.

## Kritiken
„Eine in sich unstimmige Mischung aus der aus dem Off erzählten film noir-Geschichte und sonnenhellem kalifornischem Hintergrund, deren eigentliche Stimmungslage schwer festzumachen ist. Letztlich verfügt der Film über einige (Unterhaltungs-)Reize, doch Hauptdarsteller David Duchovny – bekannt aus der ,Akte X – Serie’ – wirkt in seiner Rolle schlicht überfordert.“